# Rileya desantisi
Rileya desantisi är en stekelart som beskrevs av Subba Rao 1978. Rileya desantisi ingår i släktet Rileya och familjen kragglanssteklar. Inga underarter finns listade i Catalogue of Life.